# لاتينا

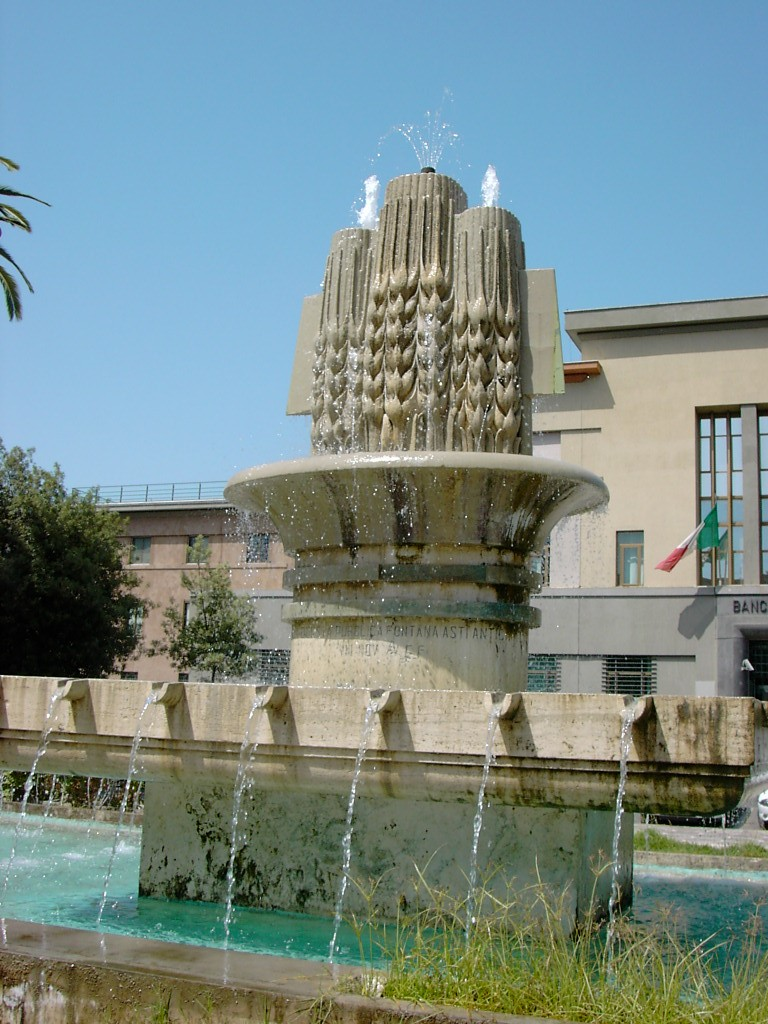
نافورة ساحة الحرية

لاتينا (بالإيطالية: Latina)‏، مدينةٌ في جنوب وسط إيطاليا. وهي ثاني أكبر مدينة في إقليم لاتسيو بعد روما وهي عاصمة مقاطعة لاتينا، سكانها حوالي 112.188 نسمة.
بنيت على سهل بونتينا على بعد 62 كم جنوب العاصمة روما وترتفع 21 متر فوق مستى سطح البحر، في ذلك الوقت كانت المنطقة المحيطة بها منذ الازل مستنقع وقد تم تجفيفه.

## السكان
في سنة 1871 بلغ عدد السكان 407 نسمة، وتطور العدد ليصل في سنة 2011 لـ 117٬892 نسمة.
يظهر هذا المخطط البياني تطور النمو السكاني لـ لاتينا

## التاريخ

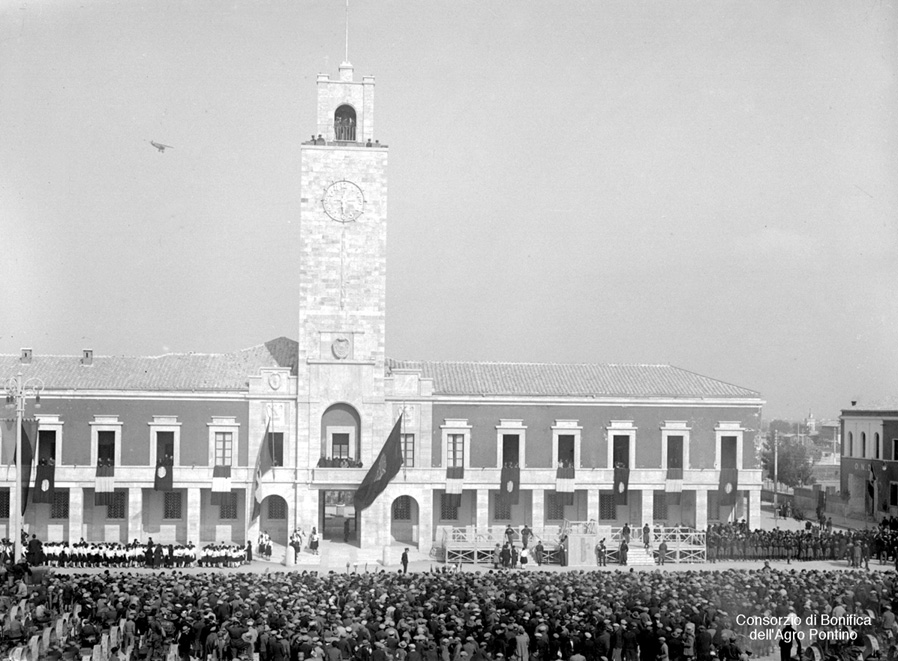
افتتاح ليتوريا - لاتينا حاليا

أسست في 30 يونيو حزيران سنة 1932 م أيام حكم الفاشية تحت اسم ليتوريا Littoria وتم افتتاحها في 18 ديسمبر من نفس العام، كان سكانها الأوائل من المهاجرين القادمين فريولي ومن فينيتو ومن إيمليا رومانيا، والتي شكلت ما يسمى مجتمع veneto-pontine، الصروح والمعالم، تتخذ أسلوب الكلاسيكي الحديث، صممه مشاهير المهندسين المعماريين والفنانين مثل مارتشيلو بياشنتيني وأنجولو مادزوني، ودويليو كامبيلوتي.
و في عام 1934 أصبحت عاصمة مقاطعة، وبعد الحرب العالمية الثانية وهزيمة الفاشية أعيدت تسميتها إلى لاتينا في عام 1946. مع وصول اشخاص اخرين معظمهم المناطق المجاورة أصبحت اللهجة الرومانية هي الغالبة بدلا من اللهجة الفينيسية.

## الاقتصاد
بالمدينة بعض الصناعات الدوائية والكيميائية، وإنتاج الاجبان وبها قطاع الخدمات قوي. لاتينا أيضا مركز هام زراعيا (الخضر والزهور والسكر والفواكه والألبان ومشتقاتها).
كان بها محطة طاقة النووية تم إغلاقها.

## توأمة
للاتينا اتفاقيات توأمة مع كل من:
- بالوس دي لا فرونتيرا
- Farroupilha [الإنجليزية]‏
- بيركنهيد [الإنجليزية]‏
- لابلاتا
- أشفنشم

## أعلام
- فابريتسيو ديل مونتي
- جيانلوكا غالاسو
- دييغو بيليجريني
- دوريانو رومبوني
- فينتشنزو داميكو
- سيموني بيسكي